# バート・ヴィルトバート

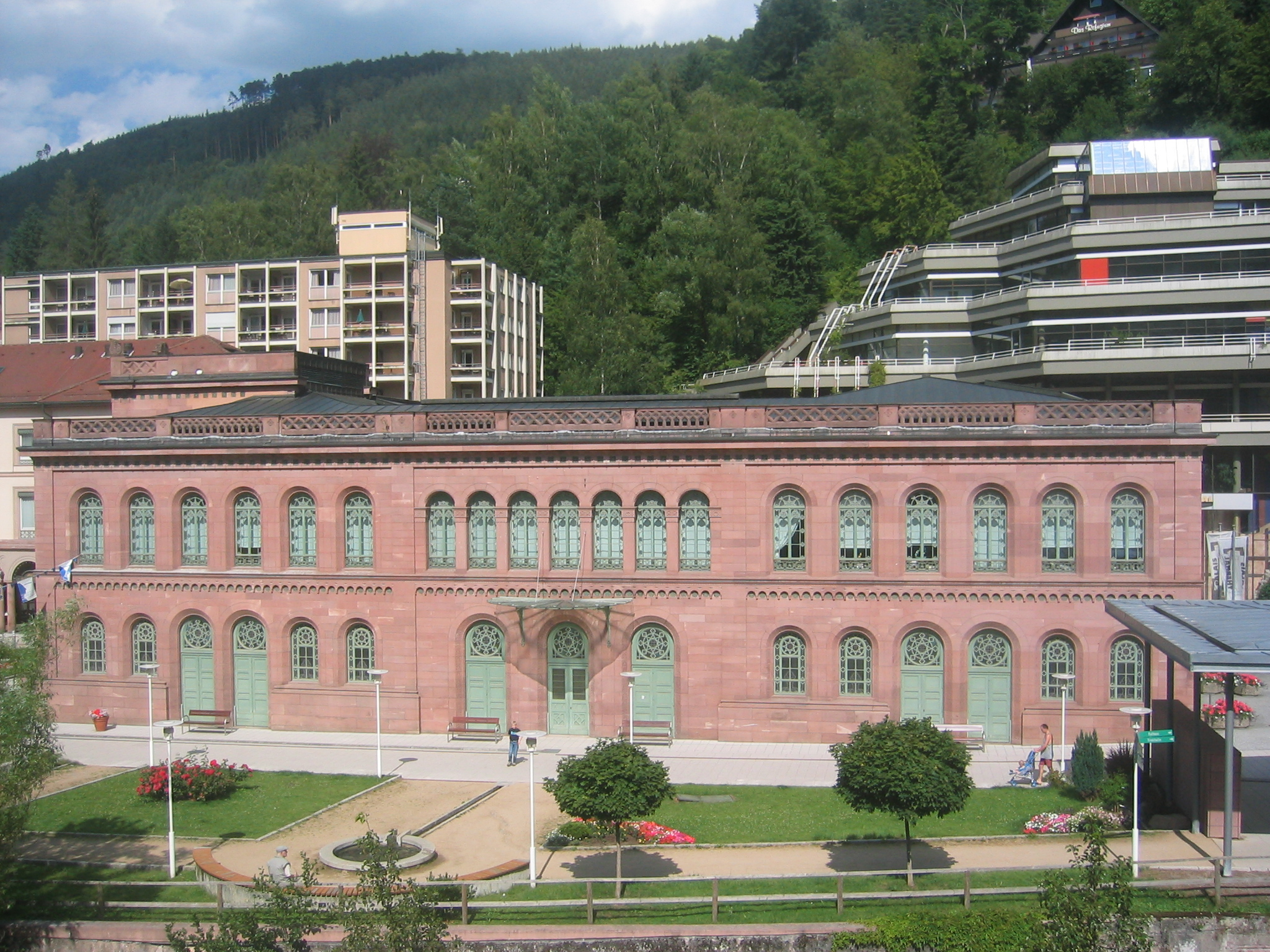
保養施設

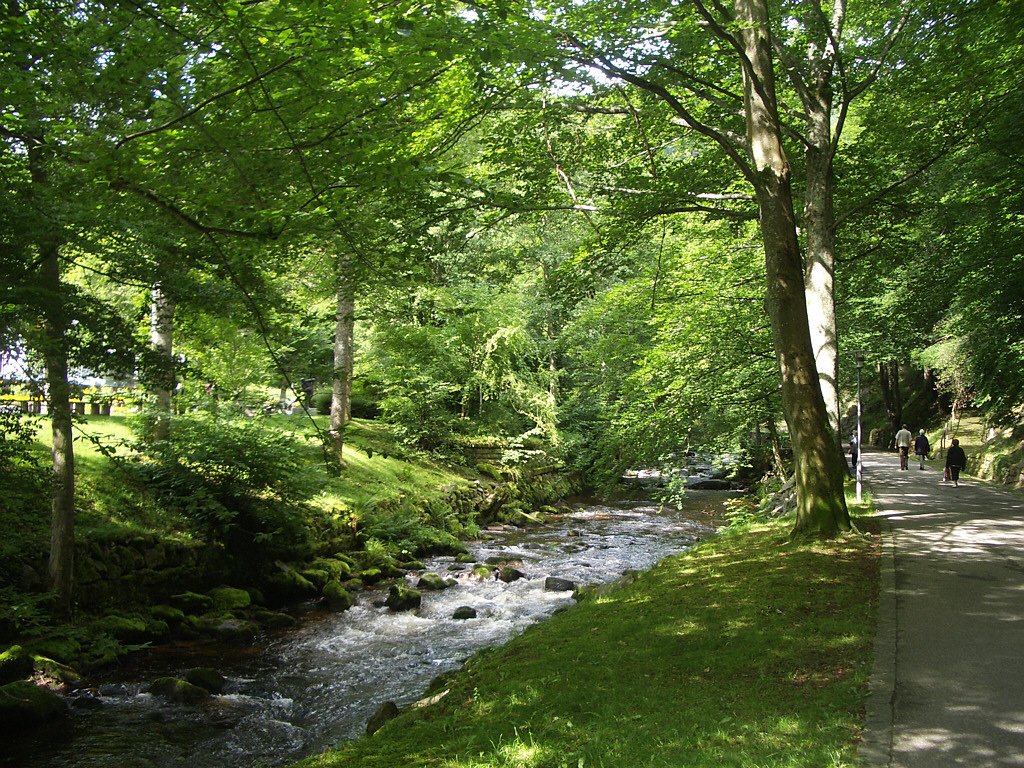
公園

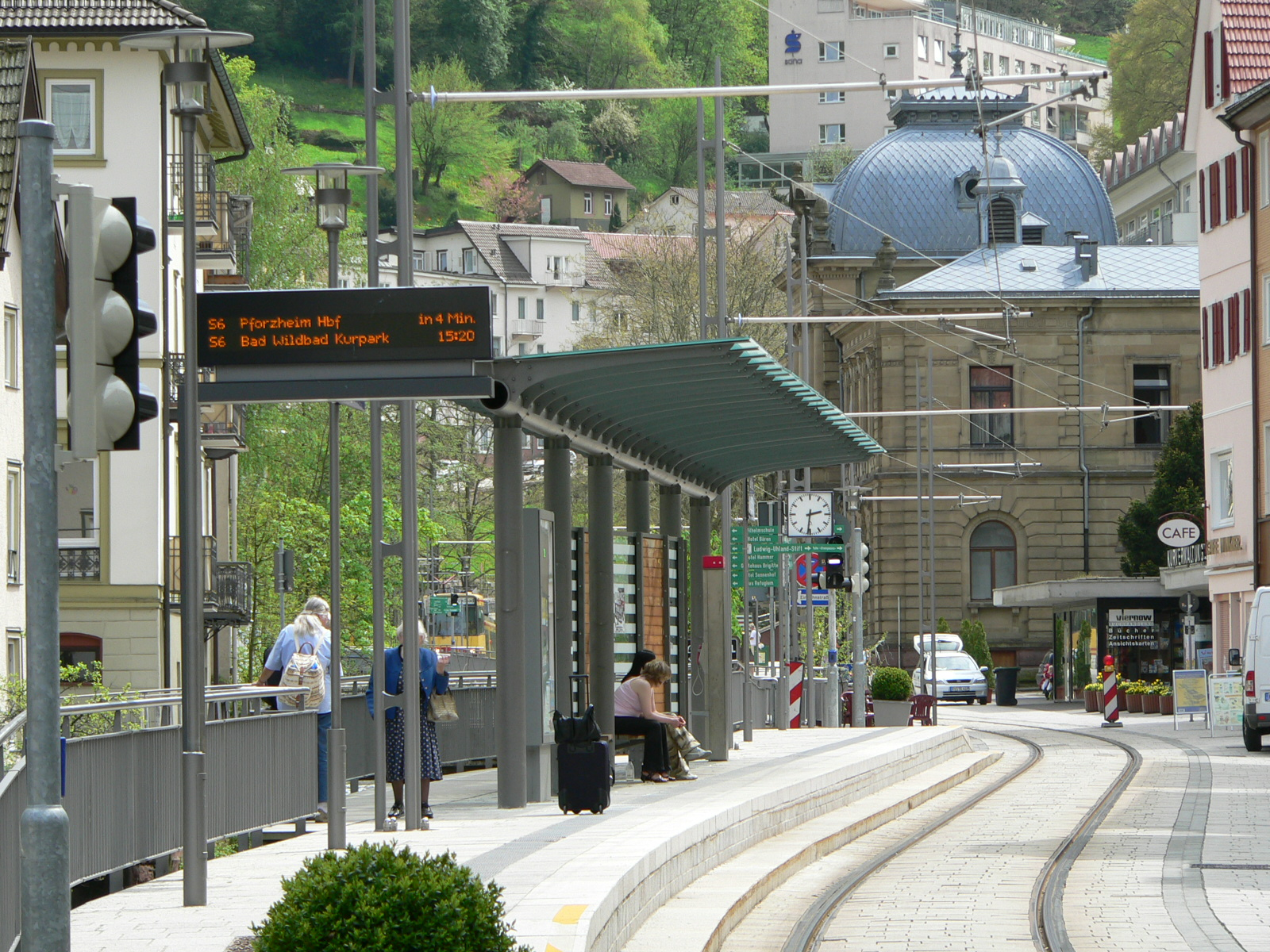
エンツ鉄道の駅

バート・ヴィルトバート（Bad Wildbad）はドイツ連邦共和国の都市。バーデン＝ヴュルテンベルク州に属する。人口は約1万1千人（2004年末）。シュヴァルツヴァルト北部の温泉保養地。ネッカー川の支流になるエンツ川の谷間にある。

## 地勢・産業
シュヴァルツヴァルトの北部、プフォルツハイムの近隣に位置する温泉保養地。街の主要産業となっている。
1989年からロッシーニ・オペラ・フェスティヴァルが開催されて、生地ペーザロの音楽祭と並ぶロッシーニ・ファンのメッカになっている。

## 歴史
中世よりヴィルトバートの名称は見られ、中世末期には温泉地の一つとして知られていた。1974年に、ヴィルトバート、カルムバッハ、シュプロレンハウス、ノネンミス、アイヒェルベルクらが統合されて現在の領域となった。1991年にバート・ヴィルトバートと改称した。

## 交通
プフォルツハイムからエンツ鉄道に乗ると、終点がバート・ヴィルトバートの保養所である。2002年より、カールスルーエの市電が乗り入れるようになった。